# Sterculia steyermarkii
Sterculia steyermarkii är en malvaväxtart som beskrevs av E.L.Taylor, Mondragón. Sterculia steyermarkii ingår i släktet Sterculia och familjen malvaväxter. Inga underarter finns listade i Catalogue of Life.